# Somerset Gough-Calthorpe
Somerset Arthur Gough-Calthorpe (23 de diciembre de 1865 - 27 de julio de 1937) fue un oficial de la Marina Real británica y un miembro de la familia Gough-Calthorpe, hijo del General Somerset Gough-Calthorpe y Eliza Maria Gough-Calthorpe (de soltera Chamier). Se juntó con la Marina Real británica como cadete en el barco de entrenamiento HMS Britannia el 15 de enero de 1878. Después de haber servido como un oficial menor durante las cuarta guerra anglo-asante, se convirtió en agregado, observando las acciones de la Armada Imperial Rusa durante la guerra ruso-japonesa. Más tarde fue a mandar un crucero armado y un barco de guerra durante los años primeros del siglo XX.
Durante la Primera Guerra Mundial Gough-Calthorpe sirvió primero como comandante del Segundo Escuadrón Crucero de la Gran Flota, antes de convertirse en Segundo lord del mar y un almirante quién mandó las Guardacostas y Reservas. En los últimos años de la guerra sirvió como Jefe Supremo de la Flota mediterránea y en este puesto firmó el Armisticio de Mudros por parte de todos los Aliados, en lo cual el Imperio otomano aceptó la derrota y cesaba hostilidades. La flota de los Aliados que entró Constantinopla en noviembre de 1918 y empezó la ocupación de Constantinopla fue dirigido por el buque insignia de Gough-Calthorpe, HMS Superb.
Después de la Primera Guerra Mundial Gough-Calthorpe sirvió como Comisionado en el Imperio otomano durante un período de mucha inestabilidad política asociada con la partición del Imperio otomano y la intervención aliada en la guerra civil rusa.